# كوري ويلان
كوري ويلان (بالإنجليزية: Corey Whelan) (12 ديسمبر 1997 في المملكة المتحدة - ) هو لاعب كرة قدم بريطاني في مركز قلب الدفاع. لعب مع نادي ليفربول.

## وصلات خارجية
- كوري ويلان على موقع قاعدة بيانات كرة القدم.إي يو (الإنجليزية)
- كوري ويلان على موقع Soccerway.com (الإنجليزية)